# ویندگپ (پیتسبرگ)
وینگپ (به انگلیسی: Windgap) یک منطقهٔ مسکونی در ایالات متحده آمریکا است که در پیتسبرگ واقع شده‌است. وینگپ ۱٬۳۶۹ نفر جمعیت دارد.